# Tuxpango
Tuxpango är en ort i Mexiko.   Den ligger i kommunen Tehuipango och delstaten Veracruz, i den sydöstra delen av landet, 240 km öster om huvudstaden Mexico City. Tuxpango ligger 1 992 meter över havet och antalet invånare är 156.
Terrängen runt Tuxpango är kuperad åt sydväst, men åt nordost är den bergig. Runt Tuxpango är det ganska tätbefolkat, med 134 invånare per kvadratkilometer. Närmaste större samhälle är Zongolica, 19,6 km norr om Tuxpango. Omgivningarna runt Tuxpango är en mosaik av jordbruksmark och naturlig växtlighet.